# (493) Griseldis
(493) Griseldis ist ein Asteroid des Hauptgürtels, der am 7. September 1902 vom deutschen Astronomen Max Wolf in Heidelberg entdeckt wurde.
Der Name des Asteroiden ist von Griseldis, der Titelfigur einer volkstümlichen Geschichte, abgeleitet.
Am 17. und 21. März 2015 wurden Auffälligkeiten bei Griseldis beobachtet, die durch die Kollision mit einem kleineren Objekt erklärt werden können.